# Calostigiodes
Calostigiodes là một chi bướm đêm thuộc họ Geometridae.

## Các loài
- Calostigiodes uncinatus (Püngeler, 1900)